# Erwin Gustav Baum
Erwin Gustav Baum (* 20. September 1869 in Chemnitz; † 12. März 1915 in Dresden) war ein deutscher Schriftsteller, Prokurist und Dramatiker.

## Leben und Wirken
Er war der Sohn des Seminaroberlehrers Friedrich Gustav Baum und dessen Ehefrau Sophie Amalie Florentine geborene Albanus. Seine Kindheit verlebte er in Chemnitz, Plauen, Lichtenstein und Bad Elster, wo sein Vater als Lehrer tätig war. Er erhielt eine vorzügliche Erziehung und Unterricht in allen Wissenschaften, alten und neuen Sprachen, vor allem auch in Literatur, ausschließlich durch seinen selbst literarisch tätigen Vater. Dieser erkannte frühzeitig die starke literarische Neigung seines Sohnes und förderte diese.
Durch ungünstige Entwicklungen verloren seine Eltern einen Großteil des Vermögens und der Vater seinen Beruf. Daher wurden Baum ein Studium und die Fortsetzung literarischer Studien zunächst unmöglich gemacht. Er nahm daher eine kaufmännische Lehre auf und im Anschluss mehrere Gelegenheitsjobs zum Geldverdienen an. Es gelang ihm durch großen Fleiß und Energie, sich hochzuarbeiten und nebenberuflich seine literarische Tätigkeit wieder aufzunehmen. So entstanden mehrere dramatische Werke wie Der Naturmensch, Gefunden, Der Stenographenfeind, Amors Schutzmänner, Manschetten, ferner zahlreiche wissenschaftliche Aufsätze, ernste und heitere Gedichte, humoristische Beiträge in Fach- und Tageszeitungen.
Er wohnte viele Jahre in Dresden, Löbtauer Straße 44, wo er 1915 auch starb.

## Schriften (Auswahl)
- Der Stenographenfeind. W. Marnet, Neustadt [1920], 19. Aufl.